# Orazio Antinori
(Orazio Antinori)
Orazio Antinori (Perugia, 23 ottobre 1811 – Lit Marefià, 26 agosto 1882) è stato un esploratore italiano, tra i più stimati conoscitori italiani del continente africano sia centrale che orientale.

## Biografia
Nacque a Perugia da un'antica famiglia nobile, il padre essendo il marchese Giacomo Antinori e la madre la contessa Tommasa Bonaini-Boldrini. Molto attratto dalla zoologia, iniziò fin da giovanissimo ad interessarsi all'ornitologia, studiando nel collegio dei benedettini dell'Abazia di S. Pietro, ma senza arrivare al diploma. Le sue passioni erano il disegno, il lavoro manuale e la caccia. Studiò storia naturale a Perugia e Roma, divenendo anche un abile catturatore ed imbalsamatore di animali.
Nel 1838 si trasferì a Roma, dove collaborò con il principe Carlo Bonaparte per i libri Fauna Italica e Conspectus generum avium. Nel 1848 si arruolò come ufficiale nell'esercito pontificio del Durando, partecipando alla campagna nel Veneto, dove, a Cornuda il 9 maggio resterà ferito. Ardente patriota, seguace di Giuseppe Mazzini, venne anche eletto deputato alla Costituente della Repubblica Romana.
Era entrato in Massoneria ma non si conosce la sua data di affiliazione; di certo nel 1863 vi era già da tempo attivo. Elevato al 32º grado del Rito Scozzese Antico e Accettato, alla Costituente massonica del 1864 venne eletto alla dirigenza del Grande Oriente d'Italia. Fu anche attivo protagonista di una vendita carbonara in Perugia. Contemporaneamente a lui vennero accolti in Massoneria Ariodante Fabretti, Giovanni Pennacchi, Reginaldo Ansidei, Pompeo Danzetta, Nicola Danzetta e Carlo Bruschi.
Dopo la fine della Repubblica Romana, prese la via dell'esilio: viaggiò in Grecia, Egitto e Sudan; risalì più volte il Nilo azzurro; per il Sudan navigò sul Nilo bianco. Tornò in Italia carico d'interessanti raccolte naturalistiche, che andranno ad ampliare vari musei della penisola, specie quelli di Genova e di Torino.
Nel 1853 iniziò la sua attività di esploratore territoriale in Africa, proseguita, dopo il 1861, specie su incarico del nuovo Governo italiano. Nel 1859 ripartì per l'Egitto: risalendo il Nilo Bianco con il geografo francese Guillaume Lejean, voltò sino a toccare il Darfur; nel 1860 risalì il Nilo Bianco con Alessandro Vayssière e Carlo Piaggia, arrivando fino alla confluenza con il Bahr el-Ghazal.

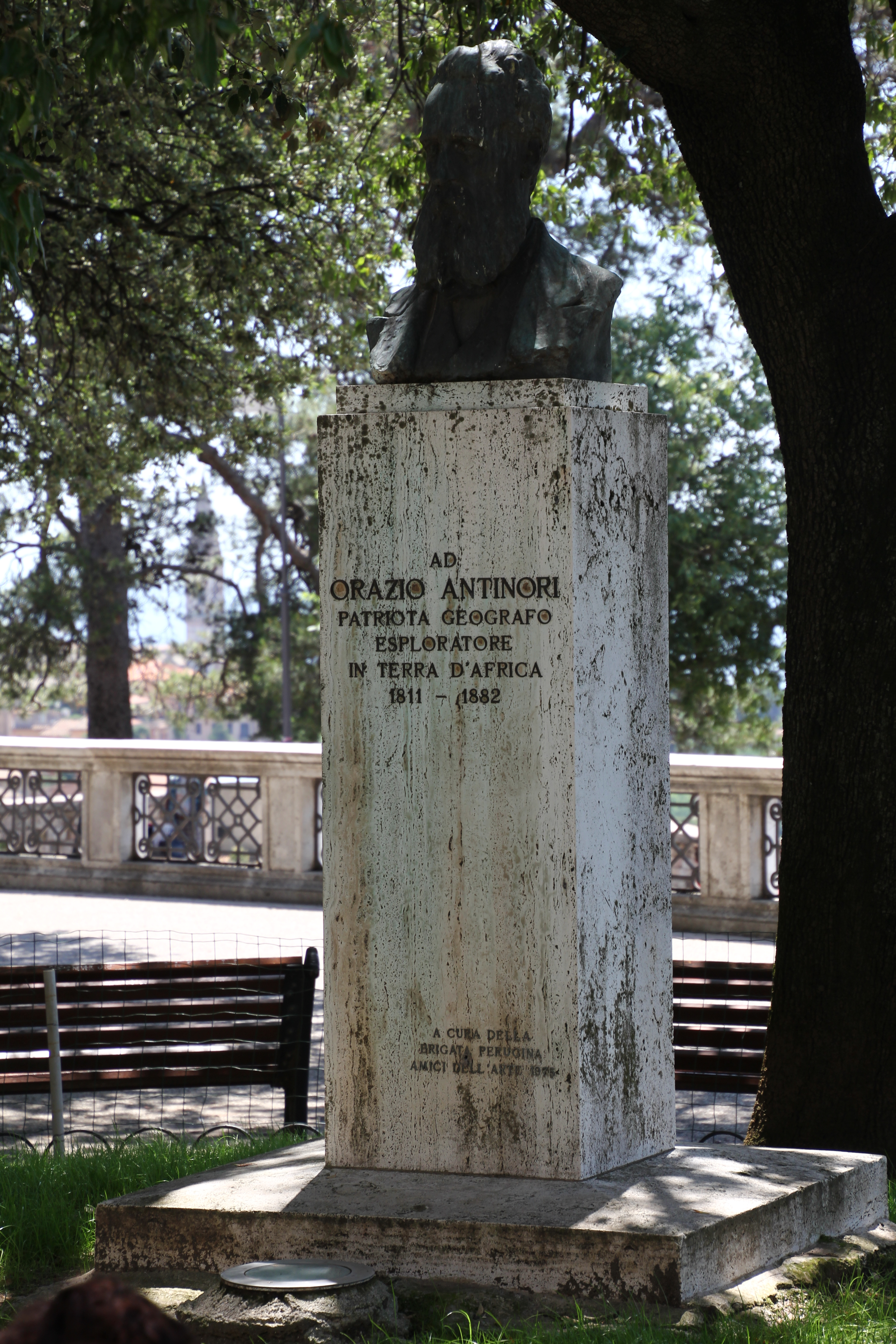
Busto di Orazio Antinori, a Perugia

Il 12 maggio 1867 fondò a Firenze la Società geografica italiana assieme, tra gli altri, a Cristoforo Negri e Cesare Correnti.
Il 14 febbraio 1870 salpò da Genova assieme al naturalista fiorentino Odoardo Beccari e al geologo Arturo Issel, ricongiungendosi con Giuseppe Sapeto, già in Africa per finalizzare, l'anno prima, il contratto d'acquisto della Baia di Assab (mediatrice, per conto del Governo italiano, la società di navigazione Rubattino). Lasciato Sapeto ad Assab, Antinori, sempre con Beccari e Issel, passò a Massaua e s'inoltrò poi, in compagnia anche dell'esploratore senese Ferdinando Bonichi — superstite di una breve esperienza agricola italiana nello Sciotel, terra dei Bogos — nell'entroterra dell'Eritrea settentrionale fino a Cheren, compiendovi osservazioni naturalistiche, specie ornitologiche e visitando infine la stazione coloniale di Sciotel, attiva dal 1865 ma, in quel momento, in stato di abbandono dopo il fallimento dell'impresa. Beccari e Issel rientrarono poi in Patria nel corso del 1870, mentre Antinori si trattenne in Abissinia fino al 1872.
Nel 1876, a 65 anni, guidò la "Grande Spedizione" avendo come méta la regione dello Scioa e i laghi equatoriali dell'Africa Orientale. La spedizione, che partiva da Zeila e che incontrò enormi difficoltà, comprendeva anche Giovanni Chiarini, Lorenzo Landini, Sebastiano Martini Bernardi e l'armeno Vortic. A loro si unisce nel 1877 Antonio Cecchi. La spedizione riuscì ad ottenere dal negus Menelik II un terreno a Lèt-Marefià per una stazione scientifica ed ospedaliera, che diverrà base di partenza per le spedizioni coloniali italiane.
Lo spirito della sua attività di esploratore si ritrova nelle sue stesse parole. Orazio Antinori scrisse: "Meglio cento volte la tenda del beduino, meglio il dorso del cammello, meglio la continua lotta e la sublime incertezza dell'indomani... io voglio morire in Africa, libero come la Natura."
La sua figura fu distorta poi dalle esigenze propagandistiche del Regno d'Italia e del regime fascista, che lo arruolarono tra le file degli "eroi colonizzatori portatori di civiltà".
Un fortuito ma grave incidente di caccia lo privò della mano destra rendendolo inoperoso, morì dopo una breve malattia nella stessa Lèt-Marefià, nei pressi di Ankober, in Etiopia.

## Opere
- Orazio Antinori, Catalogo descrittivo di una collezione di uccelli. Orazio Antinori, Catalogo descrittivo di una collezione di uccelli fatta nell'interno dell'Affrica centrale nord dal maggio 1859 al luglio 1861, 1864
- Orazio Antinori, Sopra una colonia italiana in Sciotel nel paese dei Bogos in Abissinia, in Bollettino della Società geografica italiana, volume III (1869),  pp. 469-474. ( Biblioteca Nazionale Centrale.)
- Viaggio nei Bogos (con prefazione del marchese Giacomo Antinori). "Bollettino della Società Geografica Italiana", 1887 [nuova edizione, a cura di Manlio Bonati - Perugia, 2000].
- Paolo Rosetti - La Valle delle Comete: romanzo ispirato alla vita di Orazio Antinori. Perugia, Bertoni, 2017.